# Kalisari (Gedung Surian)
Kalisari is een bestuurslaag in het regentschap Tanggamus van de provincie Lampung, Indonesië. Kalisari telt 980 inwoners (volkstelling 2010).